# 임종욱
임종욱(林鐘旭, 1986년 8월 26일~)은 대한민국의 전 축구 선수이다. 현역 시절 포지션은 미드필더였다.

## 구단 경력
2009년 내셔널리그 대전 한수원에 입단하였으며 이듬해 중국 갑급 리그 베이징 이공대학으로 이적하였다.
2011년 창원시청으로 이적하며 다시 내셔널리그로 복귀하였으며 그 해 리그 베스트 11 부문에 이름을 올렸다.
2013년 K리그 드래프트에서 K리그 챌린지에 참가하는 충주 험멜의 지명을 받고 충주에 입단하였다.
2014년 내셔널리그의 창원시청으로 복귀하였으며, 22경기에서 2골 11도움을 기록하며 도움상을 수상하였다.